# Elezioni comunali in Veneto del 1993
Il 6 giugno 1993 (con ballottaggio il 20 giugno) e il 21 novembre (con ballottaggio il 5 dicembre) in Veneto si tennero le elezioni per il rinnovo di numerosi consigli comunali.
Furono le prime col nuovo sistema elettorale maggioritario e l’elezione diretta del sindaco.

## Elezioni del giugno 1993
Belluno
Belluno
| Candidati e Liste                    | Voti   | %       | Seggi |
| ------------------------------------ | ------ | ------- | ----- |
| Maurizio Fistarol                    | 7.453  | 30,81   | -     |
| Alleanza di Progresso                | 6.646  | 29,42   | 24    |
| Stefano Talamini                     | 8.021  | 33,16   | 1     |
| Lega Nord                            | 7.623  | 33,75   | 7     |
| Gianclaudio Bressa                   | 6.957  | 28,76   | 1     |
| Popolari per Belluno                 | 6.549  | 28,99   | 6     |
| Francesco Rasera                     | 880    | 3,64    | 1     |
| Partito della Rifondazione Comunista | 919    | 4,07    | -     |
| Paolo Serafini                       | 876    | 3,62    | -     |
| Alleanza Nazionale Belluno           | 853    | 3,78    | -     |
| Totale alle liste                    | 22.590 | 100,00  | 37    |
| TOTALE                               | 24.187 | 100,00' | 40    |

Padova
Abano Terme
| Candidati e Liste     | Voti   | %       | Seggi |
| --------------------- | ------ | ------- | ----- |
| Cesare Pillon         | 7.453  | 30,81   | -     |
| Abano per Cambiare    | 2.513  | 21,97   | 12    |
| Armando Gennaro       | 3.067  | 25,23   | 1     |
| Democrazia Cristiana  | 2.752  | 24,06   | 2     |
| Vincenzo Quagliato    | 1.935  | 15,92   | 1     |
| Lega Nord             | 1.976  | 17,28   | 1     |
| Livio Pezzato         | 1.817  | 14,95   | 1     |
| Abano di Tutti        | 1.667  | 14,58   | -     |
| Giovanni Salmaso      | 1.388  | 11,42   | 1     |
| Lista per Abano       | 1.283  | 11,22   | -     |
| Germano Boesso        | 1.340  | 11,02   | 1     |
| Lega Autonomia Veneta | 1.245  | 10,89   | -     |
| Totale alle liste     | 11.436 | 100,00  | 15    |
| TOTALE                | 12.157 | 100,00' | 20    |

Treviso
Oderzo
| Candidati e Liste                             | Voti   | %       | Seggi |
| --------------------------------------------- | ------ | ------- | ----- |
| Giuseppe Covre                                | 3.891  | 33,34   | -     |
| Lega Nord                                     | 3.794  | 34,33   | 12    |
| Fulgenzio Zulian                              | 3.205  | 27,46   | 1     |
| Democrazia Cristiana                          | 3.273  | 29,61   | 3     |
| Lamberto Zanardo                              | 2.654  | 22,74   | 1     |
| Insieme per Oderzo                            | 2.346  | 21,23   | 2     |
| Carlo Aristide Dal Sasso                      | 1.027  | 8,80    | 1     |
| Movimento Sociale Italiano - Destra Nazionale | 756    | 6,84    | -     |
| Remo Rinaldin                                 | 505    | 4,33    | -     |
| Oderzo Democratica                            | 502    | 4,54    | -     |
| Pierluigi Ronzani                             | 390    | 3,34    | -     |
| Lega Autonomia Veneta                         | 381    | 3,45    | -     |
| Totale alle liste                             | 11.052 | 100,00  | 17    |
| TOTALE                                        | 11.672 | 100,00' | 20    |

Verona
Legnago
| Candidati e Liste                             | Voti   | %       | Seggi |
| --------------------------------------------- | ------ | ------- | ----- |
| Roberta Visentin                              | 3.166  | 18,16   | -     |
| Lega Nord                                     | 3.248  | 19,57   | 12    |
| Enzo Ziviani                                  | 3.197  | 18,33   | 1     |
| Democrazia Cristiana                          | 3.020  | 18,20   | 1     |
| Giovanni Piva                                 | 2.293  | 13,15   | 1     |
| Primavera                                     | 2.111  | 12,72   | 1     |
| Ivana Azzalini                                | 2.255  | 12,93   | 1     |
| Partito Democratico della Sinistra            | 2.064  | 12,44   | -     |
| Giuseppe Luigi Masin                          | 1.951  | 11,19   | 1     |
| Rifondazione Comunista                        | 1.700  | 10,24   | -     |
| Renzo Massaron                                | 1.604  | 9,20    | 1     |
| Democrazia Insieme                            | 1.647  | 9,93    | -     |
| Francesco Salvatore                           | 1.521  | 8,72    | 1     |
| Movimento Sociale Italiano - Destra Nazionale | 1.263  | 7,61    | -     |
| Giovanni Carmagnani                           | 580    | 3,33    | -     |
| Lega Autonomia Veneta                         | 581    | 3,50    | -     |
| Emiliano Magosso                              | 452    | 2,59    | -     |
| Liga Veneta                                   | 447    | 2,69    | -     |
| Graziano Moschetta                            | 419    | 2,40    | -     |
| La Rete                                       | 513    | 3,09    | -     |
| Totale alle liste                             | 16.594 | 100,00  | 14    |
| TOTALE                                        | 17.438 | 100,00' | 20    |

## Elezioni del novembre 1993
Venezia
Venezia
| Candidati e Liste                             | Voti    | %      | Seggi |
| --------------------------------------------- | ------- | ------ | ----- |
| Massimo Cacciari                              | 89.034  | 42,29  | -     |
| Partito Democratico della Sinistra            | 33.997  | 20,59  | 16    |
| Partito della Rifondazione Comunista          | 10.738  | 6,50   | 5     |
| Federazione dei Verdi                         | 9.901   | 6,00   | 4     |
| Progresso Socialista                          | 5.824   | 3,53   | 2     |
| Alleanza per Venezia                          | 2.244   | 1,36   | 1     |
| La Rete                                       | 1.996   | 1,21   | -     |
| Aldo Mariconda                                | 55.791  | 26,50  | 1     |
| Lega Nord                                     | 49.350  | 29,88  | 9     |
| Giovanni Castellani                           | 49.224  | 23,38  | 1     |
| Verso il Partito Popolare                     | 20.384  | 12,34  | 4     |
| Lega Autonomia Veneta                         | 8.387   | 5,08   | 1     |
| Patto Venezia Mestre                          | 4.891   | 2,96   | 1     |
| Progresso per l'Autonomia                     | 2.949   | 1,79   | -     |
| Bruno Canella                                 | 6.048   | 2,87   | 1     |
| Movimento Sociale Italiano - Destra Nazionale | 5.580   | 3,38   | -     |
| Augusto Salvadori                             | 5.608   | 2,66   | -     |
| Unione dei Cittadini                          | 4.590   | 2,78   | -     |
| Francesco Merlo                               | 2.492   | 1,18   | -     |
| Veneto Autonomo                               | 2.202   | 1,33   | -     |
| Paolo Minchillo                               | 2.354   | 1,12   | -     |
| Il Gruppo                                     | 2.117   | 1,28   | -     |
| Totale alle liste                             | 165.150 | 100,00 | 43    |
| TOTALE                                        | 210.552 | 100,00 | 46    |

Chioggia
| Candidati e Liste                             | Voti   | %      | Seggi |
| --------------------------------------------- | ------ | ------ | ----- |
| Sandro Boscolo Todaro                         | 7.775  | 22,03  | -     |
| Lega Nord                                     | 7.494  | 22,29  | 18    |
| Erminio Boscolo Bibi                          | 9.724  | 27,56  | 1     |
| Alleanza per Chioggia                         | 9.290  | 27,64  | 4     |
| Angelo Boscolo Sesillo                        | 4.152  | 11,77  | 1     |
| Centro Laico Popolare                         | 4.317  | 12,84  | 1     |
| Anton Maria Scarpa                            | 3.709  | 10,51  | 1     |
| Azione Cristiano Popolare                     | 3.036  | 9,03   | -     |
| Sergio Vianello                               | 2.798  | 7,93   | 1     |
| Rifondazione Comunista                        | 2.789  | 8,30   | -     |
| Giordano Boscolo Sale                         | 2.274  | 6,44   | 1     |
| Movimento Sociale Italiano - Destra Nazionale | 2.105  | 6,26   | -     |
| Luigi Tomaz                                   | 2.105  | 5,97   | 1     |
| Governare Chioggia                            | 1.974  | 5,87   | -     |
| Luciano Zennaro                               | 1.894  | 5,37   | 1     |
| Lega Autonomia Veneta                         | 1.758  | 5,23   | -     |
| Luigino Boscolo Meneguolo                     | 854    | 2,42   | -     |
| Nuova Democrazia                              | 853    | 2,54   | -     |
| Totale alle liste                             | 33.616 | 100,00 | 23    |
| TOTALE                                        | 35.285 | 100,00 | 30    |

Jesolo
| Candidati e Liste                             | Voti   | %      | Seggi |
| --------------------------------------------- | ------ | ------ | ----- |
| Renato Martin                                 | 4.597  | 29,10  | -     |
| Lega Nord                                     | 4.544  | 32,56  | 12    |
| Davide Zoggia                                 | 5.031  | 31,84  | 1     |
| Jesolo Unita per Cambiare                     | 3.180  | 22,78  | 3     |
| Rifondazione Comunista                        | 724    | 5,19   | -     |
| Manfredo Zanetti                              | 2.508  | 15,87  | 1     |
| Alleanza per la Città                         | 2.504  | 17,94  | 2     |
| Mario Pezzoli                                 | 2.276  | 14,41  | 1     |
| Movimento Sociale Italiano - Destra Nazionale | 1.587  | 11,37  | -     |
| Lidio Santin                                  | 606    | 3,84   | -     |
| Lega Autonomia Veneta                         | 578    | 4,14   | -     |
| Maristella Campello                           | 464    | 2,94   | -     |
| Federazione dei Verdi                         | 486    | 3,48   | -     |
| Chiara Capeleto                               | 317    | 2,01   | -     |
| Insieme per Jesolo                            | 354    | 2,54   | -     |
| Totale alle liste                             | 13.957 | 100,00 | 17    |
| TOTALE                                        | 15.799 | 100,00 | 20    |

Mira
| Candidati e Liste                  | Voti   | %      | Seggi |
| ---------------------------------- | ------ | ------ | ----- |
| Pompeo Volpe                       | 5.031  | 31,84  | 1     |
| Partito Democratico della Sinistra | 6.542  | 27,55  | 12    |
| Rifondazione Comunista             | 2.840  | 11,96  | 5     |
| Federazione dei Verdi              | 852    | 3,59   | 1     |
| Michele Devivo                     | 4.708  | 18,13  | 1     |
| Lega Nord                          | 4.533  | 19,09  | 3     |
| Antonio Melchiorre                 | 4.540  | 17,48  | 1     |
| Alleanza per Mira                  | 4.477  | 18,85  | 3     |
| Gianvincenzo Migatta               | 3.913  | 15,07  | 1     |
| Insieme per Mira                   | 2.180  | 9,18   | 2     |
| Lega Veneto Autonomo               | 1.013  | 4,27   | -     |
| Danilo Lazzarini                   | 1.604  | 6,18   | 1     |
| Lega Autonomia Veneta              | 1.309  | 5,51   | -     |
| Totale alle liste                  | 23.746 | 100,00 | 26    |
| TOTALE                             | 25.967 | 100,00 | 30    |

Belluno
Feltre
| Candidati e Liste                             | Voti   | %      | Seggi |
| --------------------------------------------- | ------ | ------ | ----- |
| Gianvittore Vaccari                           | 4.500  | 32,08  | -     |
| Lega Nord                                     | 4.008  | 32,06  | 12    |
| Giuseppe Zaiotti                              | 5.194  | 37,03  | 1     |
| Alternativa per Feltre                        | 2.783  | 22,26  | 2     |
| Insieme per Feltre                            | 1.833  | 14,66  | 1     |
| Sergio Turra                                  | 1.896  | 13,52  | 1     |
| Popolari per Feltre                           | 1.788  | 14,30  | 2     |
| Paolo De Paoli                                | 1.687  | 12,03  | 1     |
| Riformisti per Feltre                         | 1.493  | 11,94  | -     |
| Giovanni Rech                                 | 749    | 5,34   | -     |
| Movimento Sociale Italiano - Destra Nazionale | 597    | 4,78   | -     |
| Totale alle liste                             | 12.502 | 100,00 | 17    |
| TOTALE                                        | 14.026 | 100,00 | 20    |

Treviso
Castelfranco Veneto
| Candidati e Liste               | Voti   | %      | Seggi |
| ------------------------------- | ------ | ------ | ----- |
| Franco Gariboldi Muschietti     | 7.415  | 35,38  | -     |
| Lega Nord                       | 7.154  | 36,02  | 12    |
| Francesco Favotto               | 5.023  | 23,97  | 1     |
| Insieme per Castelfranco Veneto | 4.557  | 22,94  | 2     |
| Noemi Salvalaggio Gasparini     | 3.525  | 16,82  | 1     |
| Primavera Civile                | 2.936  | 14,78  | 1     |
| Bruno Valenti                   | 2.832  | 13,51  | 1     |
| Progetto Nuova Città            | 2.862  | 14,41  | 1     |
| Enzo Venza                      | 2.164  | 10,32  | 1     |
| Impegno Popolare                | 2.354  | 11,85  | -     |
| Totale alle liste               | 19.863 | 100,00 | 16    |
| TOTALE                          | 20.959 | 100,00 | 20    |

Montebelluna
| Candidati e Liste           | Voti   | %      | Seggi |
| --------------------------- | ------ | ------ | ----- |
| Silverio Zaffaina           | 8.365  | 47,31  | -     |
| Lega Nord                   | 7.691  | 46,45  | 12    |
| Tiziano Tessariol           | 2.570  | 14,53  | 1     |
| Alleanza di Progresso       | 2.666  | 16,10  | 2     |
| Anna Enrica Borin           | 2.218  | 12,54  | 1     |
| Partito Popolare            | 2.243  | 13,55  | 1     |
| Antonio Gajo                | 2.015  | 11,40  | 1     |
| Rifondazione Comunista      | 1.469  | 8,87   | -     |
| Sebastiano Malamocco        | 1.665  | 9,42   | 1     |
| Popolari-Verdi Progressisti | 1.513  | 9,14   | -     |
| Gentile Pivetta             | 850    | 4,81   | 1     |
| Unione per Montebelluna     | 976    | 5,89   | -     |
| Totale alle liste           | 16.558 | 100,00 | 15    |
| TOTALE                      | 17.683 | 100,00 | 20    |